# Arrondissement de Saint-Dié-des-Vosges
L'arrondissement de Saint-Dié-des-Vosges est une division administrative française, située dans le département des Vosges et la région Grand Est.

## Composition

### Composition avant 2015
- canton de Brouvelieures, qui groupe 10 communes :
  - Belmont-sur-Buttant, Biffontaine, Bois-de-Champ, Brouvelieures, Domfaing, Fremifontaine, Mortagne, Les Poulières, Les Rouges-Eaux et Vervezelle.
- canton de Corcieux, qui groupe 13 communes :
  - Arrentès-de-Corcieux, Aumontzey, Barbey-Seroux, Champdray, La Chapelle-devant-Bruyères, Corcieux, Gerbépal, Granges-sur-Vologne, Herpelmont, La Houssière, Jussarupt, Rehaupal et Vienville.
- canton de Fraize, qui groupe 9 communes :
  - Anould, Ban-sur-Meurthe-Clefcy, La Croix-aux-Mines, Entre-deux-Eaux, Fraize, Mandray, Plainfaing, Saint-Léonard, et Le Valtin.
- canton de Gérardmer, qui groupe 3 communes :
  - Gérardmer, Liézey et Xonrupt-Longemer.
- canton de Provenchères-sur-Fave, qui groupe 7 communes :
  - Le Beulay, Colroy-la-Grande, La Grande-Fosse, Lubine, Lusse, La Petite-Fosse et Provenchères-sur-Fave.
- canton de Raon-l'Étape, qui groupe 9 communes :
  - Allarmont, Celles-sur-Plaine, Étival-Clairefontaine, Luvigny, Nompatelize, Raon-l'Étape, Raon-sur-Plaine, Saint-Remy et Vexaincourt.
- canton de Saint-Dié-des-Vosges-Est, qui groupe 16 communes :
  - Ban-de-Laveline, Bertrimoutier, Coinches, Combrimont, Frapelle, Gemaingoutte, Lesseux, Nayemont-les-Fosses, Neuvillers-sur-Fave, Pair-et-Grandrupt, Raves, Remomeix, Saint-Dié-des-Vosges (fraction de commune), Sainte-Marguerite, Saulcy-sur-Meurthe et Wisembach.
- canton de Saint-Dié-des-Vosges-Ouest, qui groupe 6 communes :
  - La Bourgonce, Saint-Dié-des-Vosges (fraction de commune), Saint-Michel-sur-Meurthe, La Salle, Taintrux et La Voivre.
- canton de Senones, qui groupe 18 communes :
  - Ban-de-Sapt, Belval, Châtas, Denipaire, Grandrupt, Hurbache, Ménil-de-Senones, Le Mont, Moussey, Moyenmoutier, La Petite-Raon, Le Puid, Saint-Jean-d'Ormont, Saint-Stail, Le Saulcy, Senones, Le Vermont et Vieux-Moulin

### Découpage communal de 2015 à 2024
De 2015 à 2018, le nombre de communes des arrondissements varie chaque année soit du fait du redécoupage cantonal de 2014 qui a conduit à l'ajustement de périmètres de certains arrondissements, soit à la suite de la création de communes nouvelles. La composition de l'arrondissement est modifiée par l'arrêté du 24 octobre 2018 prenant effet au 1er janvier 2019
Le nombre de communes de l'arrondissement de Saint-Dié-des-Vosges est ainsi de 90 en 2015, 88 en 2016, 88 en 2017 et 96 en 2019.

### Découpage communal depuis 2024
La composition de l'arrondissement est modifiée par l'arrêté préfectoral du 15 septembre 2023 prenant effet au 1er janvier 2024, le nombre de communes passant de 96 à 116.
Au 1er janvier 2024, l'arrondissement groupe les 116 communes suivantes :
1. Allarmont
2. Anould
3. Arrentès-de-Corcieux
4. Ban-de-Laveline
5. Ban-de-Sapt
6. Ban-sur-Meurthe-Clefcy
7. Barbey-Seroux
8. Beauménil
9. Belmont-sur-Buttant
10. Belval
11. Bertrimoutier
12. Le Beulay
13. Biffontaine
14. Bois-de-Champ
15. La Bourgonce
16. Brouvelieures
17. Bruyères
18. Celles-sur-Plaine
19. Champdray
20. Champ-le-Duc
21. La Chapelle-devant-Bruyères
22. Charmois-devant-Bruyères
23. Châtas
24. Cheniménil
25. Coinches
26. Combrimont
27. Corcieux
28. La Croix-aux-Mines
29. Denipaire
30. Destord
31. Deycimont
32. Docelles
33. Domfaing
34. Entre-deux-Eaux
35. Étival-Clairefontaine
36. Faucompierre
37. Fays
38. Fiménil
39. Fontenay
40. Fraize
41. Frapelle
42. Fremifontaine
43. Gemaingoutte
44. Gérardmer
45. Gerbépal
46. Girecourt-sur-Durbion
47. La Grande-Fosse
48. Grandrupt
49. Grandvillers
50. Granges-Aumontzey
51. Gugnécourt
52. Herpelmont
53. La Houssière
54. Hurbache
55. Jussarupt
56. Laval-sur-Vologne
57. Laveline-devant-Bruyères
58. Laveline-du-Houx
59. Lépanges-sur-Vologne
60. Lesseux
61. Liézey
62. Lubine
63. Lusse
64. Luvigny
65. Mandray
66. Méménil
67. Ménil-de-Senones
68. Le Mont
69. Mortagne
70. Moussey
71. Moyenmoutier
72. Nayemont-les-Fosses
73. La Neuveville-devant-Lépanges
74. Neuvillers-sur-Fave
75. Nompatelize
76. Nonzeville
77. Pair-et-Grandrupt
78. La Petite-Fosse
79. La Petite-Raon
80. Pierrepont-sur-l'Arentèle
81. Plainfaing
82. Les Poulières
83. Prey
84. Provenchères-et-Colroy
85. Le Puid
86. Raon-l'Étape
87. Raon-sur-Plaine
88. Raves
89. Rehaupal
90. Remomeix
91. Les Rouges-Eaux
92. Le Roulier
93. Saint-Dié-des-Vosges
94. Saint-Jean-d'Ormont
95. Saint-Léonard
96. Sainte-Marguerite
97. Saint-Michel-sur-Meurthe
98. Saint-Remy
99. Saint-Stail
100. La Salle
101. Le Saulcy
102. Saulcy-sur-Meurthe
103. Senones
104. Taintrux
105. Le Tholy
106. Le Valtin
107. Le Vermont
108. Vervezelle
109. Vexaincourt
110. Vienville
111. Vieux-Moulin
112. Viménil
113. La Voivre
114. Wisembach
115. Xamontarupt
116. Xonrupt-Longemer

## Démographie
En 2022, l'arrondissement comptait 101 522 habitants.
| 1968   | 1975   | 1982   | 1990   | 1999   | 2006   | 2011   | 2016   | 2021    |
| ------ | ------ | ------ | ------ | ------ | ------ | ------ | ------ | ------- |
| 96 261 | 97 080 | 95 092 | 93 310 | 93 398 | 94 428 | 94 381 | 90 646 | 102 238 |

| 2022    | - | - | - | - | - | - | - | - |
| ------- | - | - | - | - | - | - | - | - |
| 101 522 | - | - | - | - | - | - | - | - |

## Histoire
L’arrondissement de Saint-Dié est créé en 1800, prenant la place de l'ancien district. Ses cent neuf communes forment dix-neuf cantons : Brouvelieures, Nompatelize, Raon-l'Étape, Allarmont, Senones, La Broque, Plaine, Rothau, Le Puid, Hurbache, Saâles, Bertrimoutier, Laveline, Fraize, Gérardmer, Granges, Corcieux, Saint-Léonard et Saint-Dié.
Pour des raisons d'efficacité administrative, des rapprochements puis des fusionnements de cantons s'opèrent progressivement. En 1839, l'arrondissement ne compte plus que 9 cantons, soient 113 037 habitants répartis en 109 communes.
En 1849, l'arrondissement compte 117 503 habitants, 109 communes et 9 cantons répartis comme suit : 
- Brouvelieures, 10 communes, 4 601 hab.
- Corcieux, 13 communes, 11 979 hab.
- Saint-Dié, 22 communes, 23 442 hab.
- Fraize, 10 communes, 17 092 hab.
- Gérardmer, 2 communes, 6 654 hab.
- Raon-l'Étape, 9 communes, 11 809 hab.
- Saales, 13 communes, 13 603 hab.
- Schirmeck, 12 communes, 13 606 hab.
- Senones, 18 communes, 14 717 hab.

Après la guerre de 1870-1871, une partie du canton de Saales dans la haute vallée de la Fave reste française. En avril 1872, il est décidé de regrouper les communes de Colroy-la-Grande, Lubine, Lusse, La Grande-Fosse, La Petite-Fosse, Provenchères et d'y adjoindre la petite commune du Beulay pour former le petit canton de Provenchères.
En 1923, l'arrondissement compte 99 000 habitants, répartis en 8 cantons et 92 communes.
Après plusieurs décennies de stabilité, la population de l'arrondissement décroit dans les années 1970 et 1980. Cette baisse s'inverse dans les années 1990 avec la reprise d'une légère croissance. L'évolution de la population redevient négative à partir de 2009.

## Composition sociale
L’arrondissement est légèrement plus pauvre que le reste du département. En 2005, 57 % des 39 300 ménages ont déclaré des revenus aux services fiscaux étaient imposables,
soit un point de moins que dans le reste du département. Le revenu fiscal médian était alors de 14 850 euros par
an et par unité de consommation, c'est-à dire 200 euros de moins que dans les Vosges en général et 750 euros de moins que dans la Lorraine en général.
L’écart entre les ménages les plus riches et les plus pauvres est toutefois plus réduit que dans le reste du département et de la région.
En 2006, 17 % de la population de l'arrondissement vivait sous le seuil de pauvreté. Les ménages les plus défavorisés se concentrent sur la commune de Saint-Dié-des-Vosges (avec 26 % de sa population sous le seuil de bas revenus en 2006, un revenu médian en 2005 de 13 700 euros par an par unité de compte et près de la moitié des 3 100 bénéficiaires du RMI de l’arrondissement en 2006), l'ancienne communauté de communes du Pays de Senones et la communauté de communes de la Vallée de la Plaine (avec respectivement 19 % et 21 % de la population des moins de 65 ans sous le seuil de pauvreté).

## Économie
L'économie de l'arrondissement se caractérise par la forte place qu'y occupe l'industrie (29 % des emplois contre 21 % dans la région Lorraine en 2006). Les services comprennent quant à eux 64 % des effectifs salariés de l’arrondissement (contre 65 % dans les Vosges en général et 72 % dans la région Lorraine). Les principaux secteurs industriels représentés sont le bois, le papier, l'automobile, la métallurgie, la transformation et le textile. Les services sont portés par le tourisme (341 000 nuitées dans les hôtels de l'arrondissement en 2006, soit 34 % de celles passées dans les Vosges).

## Sous-préfets
| Période           | Période            | Identité                | Fonction précédente | Observation |
| ----------------- | ------------------ | ----------------------- | --- | --- |
| 1830              | 1837               | Jean-Baptiste Loye      | | |
| 13 avril 1876     | 24 mai 1877        | Paul Boegner            | Sous-préfet de Nantua | Poste suivant : Préfet des Vosges |
| 30 décembre 1877  | 17 novembre 1880   | Victor Proudhon         | Sous-préfet de Bar-sur-Seine | Poste suivant : Préfet de l'Allier |
| 17 novembre 1880  | 28 février 1882    | Lucien Tisserand        | Sous-préfet de Neufchâteau | |
| 28 février 1882   | 5 octobre 1884     | Léandre Bobeuf          | Sous-préfet de Château-Therry | Poste suivant : Préfet de la Mayenne |
| 5 octobre 1884    | 22 mars 1889       | Christian Nanot         | Sous-préfet de Vouziers | Poste suivant : Sous-Préfet de Saint-Omer |
| 2 mars 1885       | 18 mars 1895       | Antoine Marty           | Sous-préfet d'Apt | Poste suivant : Secrétaire Général de la Haute-Garonne |
| 22 mars 1889      | 7 janvier 1891     | Jean Salvador du Fesq   | Sous-préfet de Neufchâteau | Poste suivant : sous-Préfet de Montbrison |
| 18 mars 1895      | 9 septembre 1902   | Charles Ottenheimer     | Sous-préfet de Remiremont | Poste suivant : sous-Préfet de Dinan |
| 9 septembre 1902  | 30 juillet 1906    | Amédée Bovier-Lapierre  | Secrétaire Général de la Manche | Poste suivant : Sous-Préfet de Lunéville |
| 30 juillet 1906   | 23 mai 1911        | Paul Mathivet           | Secrétaire Général de la Haute-Marne | Poste suivant : Sous-Préfet de Montbrison |
| 23 mai 1911       | 12 janvier 1914    | Maurice de Veulle       | Sous-préfet de Millau | Poste suivant : sous-Préfet de Pontoise |
| 12 janvier 1914   | 28 janvier 1914    | Henri Arnault           | Sous-préfet de Toulon | Non-installé ; Poste suivant : Secrétaire Général de la Somme |
| 28 janvier 1914   | 15 juillet 1914    | Maurice de Veulle       | Sous-préfet de Pontoise | Maintenu sur sa demande ; Poste suivant : Sous-Préfet de Lisieux |
| 15 juillet 1914   | 15 octobre 1918    | Jean Marraud            | Sous-préfet de Bonneville | Poste suivant : Préfet de Loir-et-Cher |
| 26 octobre 1918   | 29 octobre 1925    | Alfred Golliard         | Sous-préfet de Brive | Poste suivant : Secrétaire Général du Bas-Rhin |
| 24 octobre 1925   | 28 avril 1929      | Louis Just              | Sous-préfet de Marmande | Poste suivant : Sous-Préfet rattaché à la Préfecture de la Marne |
| 20 décembre 1932  | 18 janvier 1938    | Armand Ytasse           | Sous-préfet de Guingamp | Poste suivant : Directeur de cabinet du Ministre de la Marine |
| 18 décembre 1941  | 5 janvier 1942     | Bernard Cornut-Gentille | Sous-préfet de Vouziers | |
|                   |                    |                         | | |
| 15 décembre 1986  | 20 juillet 1989    | François Philizot       | Adjoint au chef du bureau des élections et des études politiques, à la sous-direction des affaires politiques et de la vie associative (DATAP) | ENA, Administrateur civil du Ministère de l'Intérieur. Poste suivant : Sous-préfet de Saint-Pierre (Réunion) |
| 15 novembre 1989  | 12 novembre 1991   | Jean-Luc Delpierre      | Sous-préfet de Gex | ENA, Administrateur civil du Ministère de l'Intérieur. Poste suivant : Détaché administrateur des P. et T. |
| 6 février 1995    | 25 août 1997       | Jean-Francis Treffel    | Sous-préfet de Lunéville | Sous-Préfet. Poste suivant : Administrateur civil de 1re classe, chef du bureau de la gestion des personnels de préfecture (DPFAS)                                                                                    |
| 25 août 1997      | 11 octobre 1999    | Gilles Lagarde          | Sous-préfet hors cadre, expert national détaché auprès de la commission de l'Union européenne (direction des relations avec le conseil)        | ENA, Administrateur civil du Ministère de l'Intérieur. Poste suivant : Secrétaire général de la préfecture de Saône-et-Loire                                                                                          |
| 18 octobre 1999   | 1er septembre 2001 | Denis Gournay           | Sous-préfet de Lunéville | ENA, Administrateur civil du Ministère de l'Intérieur. Poste suivant : Détaché directeur général adjoint chargé de l'inspection générale des services au conseil général du Nord                                      |
| 17 septembre 2001 | 16 janvier 2004    | Paul Laville            | Détaché secrétaire général de la compagnie d'aménagement de la région Bas-Rhône et Languedoc                                                   | Sous-Préfet, ancien officier de l'Armée. Poste suivant : Administrateur civil, mis à disposition auprès de la DATAR en qualité de commissaire à l'aménagement, au développement et à la protection du massif pyrénéen |
| 16 février 2004   | 27 décembre 2006   | Jean-Pierre Tressard    | Sous-préfet de Wissembourg | Administrateur civil du Ministère de la Défense. Poste suivant : sous-Préfet de Saint-Laurent-du-Maroni |
| 25 avril 2007     | 1er février 2010   | Gilles Cantal           | Sous-préfet chargé de mission pour la politique de la ville auprès du préfet de la région Pays-de-la-Loire, préfet de la Loire-Atlantique      | Administrateur territorial détaché. Poste suivant : Sous-Préfet de la tour-du-Pin |
| 2 avril 2010      | 27 juillet 2011    | Éric de La Moussaye     | Sous-préfet de Coutances | Conseiller des affaires étrangères détaché. Poste suivant : chef adjoint de la mission “Achats” à la direction générale de l'administration et de la modernisation du Ministère des Affaires Etrangères               |
| 29 août 2011      | 17 novembre 2013   | Christophe Salin        | Adjoint à la sous-directrice de la circulation et de la sécurité routières                                                                     | Administrateur civil hors classe. Poste suivant : sous-préfet de Sarreguemines |
| 18 novembre 2013  | 25 mars 2016       | Yves Camier             | Sous-préfet d'Altkirch | Administrateur territorial hors classe détaché. Poste suivant : Chargé de mission à la mairie de Caen |
| 2 mai 2016        | 25 mars 2018       | Laurent Monbrun         | Sous-préfet, directeur de cabinet du préfet des Landes                                                                                         | Commissaire de la Police Nationale détaché. Poste suivant : Administrateur civil, conseiller juridique du Directeur Général de la Police Nationale                                                                    |
| 23 mars 2018      | 15 mai 2020        | Sylvie Siffermann       | Sous-préfète de Limoux | Nommée secrétaire générale adjointe pour les affaires régionales et européennes de la région Grand Est |
| 15 mai 2020       | 31 octobre 2024    | Carole Dabrigeon (d)    | | Nommée sous-préfète de Sens |
| 25 novembre 2024  | En cours           | Antoine Planquette      | | |

## Histoire
La Société philomatique vosgienne, société savante née à Saint-Dié en 1875, après l'amputation en 1871 du canton de Schirmeck et du demi-canton de Saales, s'est donné pour première mission de valoriser cet arrondissement de la montagne vosgienne. Cette tâche intervient en complément de la Société d'Émulation des Vosges, fondée auparavant sous la Restauration à Épinal.
Les études historiques prouvent la cohésion de cet ensemble territorial. Il ne faut toutefois pas le fermer. Car les liens de solidarité les plus anciens des populations locales dépassent largement le cadre étriqué et éminemment variable par mutation électorale, de l'arrondissement administratif. Ils rayonnent aujourd'hui encore sur la région Alsace, en particulier la vallée de la Bruche, le val de Villé, la vallée de la Liepvre et le val et plateau d'Orbey. La zone d'influence englobe même comme le prouvent les études dialectales, la vaste commune de La Bresse et au sud-est, inclut les rives de la Vologne  jusqu'à Laval-sur-Vologne avec les environs de Bruyères. Les confins orientaux de Rambervillers appartiennent à cet ensemble, que les marchands de la belle cité rambuvetaise ont pu considérer autrefois en hinterland montagnard. Il existe aussi une limite floue aux franges de Meurthe-et-Moselle, notamment vers Baccarat, près des abords du lac de Pierre-Percée et aux confins de Badonviller et Raon-lès-Leau.
C'est pourquoi les zones de chalandise du bassin de Saint-Dié-des-Vosges atteignent cent mille unités.